# شهرستان کلریان (پنسیلوانیا)
شهرستان کلریان، پنسیلوانیا (به انگلیسی: Clarion County, Pennsylvania) شهرستانی در ایالات متحده آمریکا است که در پنسیلوانیا واقع شده‌است.

## خصوصیات
شهرستان کلریان ۱٬۵۷۷٫۳۱ کیلومترمربع مساحت دارد.